# Fanja SC
Fanja Sports Club (ar. نادي فنجاء الرياضي) – omański klub piłkarski grający w pierwszej lidze omańskiej, mający siedzibę w mieście Fanja.

## Historia
Klub został założony w 1970 roku. W swojej historii klub dziewięciokrotnie wywalczył tytuł mistrza Omanu w sezonach 1976/1977, 1978/1979, 1983/1984, 1985/1986, 1986/1987, 1987/1988, 1990/1991, 2011/2012, 2015/2016. Zdobył również dziewięć Pucharów Omanu w  1975, 1976, 1978, 1985, 1986, 1987, 1989, 1991 i 2014, Puchar Ligi Omańskiej w 2015 oraz dwa Superpuchary Omanu w 2012 i 2015.

## Sukcesy
- Oman Professional League:

mistrzostwo (9): 1976/1977, 1978/1979, 1983/1984, 1985/1986, 1986/1987, 1987/1988, 1990/1991, 2011/2012, 2015/2016
wicemistrzostwo (3): 2012/2013, 2013/2014, 2014/2015
- Puchar Omanu:

zwycięstwo (9):  1975, 1976, 1978, 1985, 1986, 1987, 1989, 1991, 2014
finał (1): 2010
- Puchar Ligi Omańskiej:

zwycięstwo (1):  2015
- Superpuchar Omanu:

zwycięstwo (1): 2012, 2015
finał (2): 2013, 2014

## Stadion
Domowe mecze klub rozgrywa na stadionie o nazwie Stadion As-Sib, położonym w mieście As-Sib. Stadion może pomieścić 14000 widzów.